# Múscul recte intern de la cuixa
El múscul recte intern de la cuixa o múscul gràcil (musculus gracilis) s'estén des de la branca inferior del pubis i la branca de l'isqui fins a la tíbia. És flexor de la cama i la porta una mica medialment. És adductor de la cuixa.

## Insercions
Es poden diferenciar tres nivells: superior, el cos muscular i la inserció inferior.
Les insercions superiors s'efectuen lateralment a la símfisi pubiana, en l'angle del pubis; són medials a la inserció dels músculs adductors llarg i curt, al llavi lateral, a la part anterior de la branca isquiopubiana. A continuació, hi ha el cos muscular, que és un cos prim, pla i en forma de cinta, situat a la cara medial de la cuixa; El seu tendó, llarg i prim, apareix a la part mitjana del cos muscular i envolta des del darrere cap endavant el còndil medial del fèmur. Finalment, després d'envoltar el còndil medial de la tíbia, hi ha la inserció inferior, en la part superior de la seva cara medial; contribueix amb els músculs sartori i semitendinós a formar la pota d'oca superficial.
La seva cara medial o superficial està coberta per la fàscia lata i la pell en tota la seva major extensió. La seva cara lateral o profunda es relaciona amb la vora medial dels músculs adductors, el còndil medial del fèmur i la tíbia, sobre la qual la borsa sinovial els separa del lligament col·lateral tibial.

## Innervació i irrigació
Rep un ram del nervi obturador (L2, L3, L4) que el travessa per la seva cara profunda, per sobre de la seva part mitjana. Diverses artèries provinents de l'artèria femoral o de l'artèria circumflexa femoral medial irriguen el múscul.